# Royal Jordanian
Royal Jordanian Airlines (араб. الملكية الأردنية) — національна авіакомпанія Йорданія з головним офісом в Аммані, Йорданія. Виконує регулярні міжнародні рейси на чотирьох континентах, базуючись в міжнародному аеропорту імені Королеви Алії в Аммані. Royal Jordanian є членом Арабської організації авіаперевізників (Arab Air Carriers Organization) і глобального авіаційного альянсу Oneworld. Авіакомпанія виконує понад 500 рейсів на тиждень і щонайменше 110 рейсів в день. Royal Jordanian була визнана «Авіакомпанією року 2007» за версією Airfinance Journal.

## Історія
Авіакомпанія була створена 9 грудня 1963 року і почала свою діяльність 15 грудня того ж року королівським указом короля Йорданії Хусейна. Вона була названа «Алія» (або Aalya), на честь третьої дружини короля Хусейна Алі королеви Алії Тукхан, яка працювала в Royal Jordanian Airlines і загиблої при катастрофі вертольота в 1977 році. Авіакомпанія була заснована приватними інвесторами, пізніше уряд взяв перевізника під власний контроль.
Алія (авіакомпанія Royal Jordanian) розпочала свою діяльність з двома літаками Handley Page Dart Herald і одним Douglas DC-7, здійснюючи рейси з Аммана по містах Кувейт, Бейрут, Каїр. В 1964 році був придбаний ще один DC-7, який обслуговував рейс у місто Джидда. У 1965 році Алія відкрила регулярний рейс в Рим, який став першим європейським маршрутом перевізника. Прогрес, досягнутий авіакомпанією, був під загрозою через нальоту ізраїльської авіації під час Шестиденної війни, в ході якого були знищені літаки DC-7. Пізніше загублені лайнери були замінені двома авіалайнерами Fokker F-27.
У 1968 році авіакомпанія розширила свою маршрутну мережу завдяки рейсам в Нікосію, Бенгазі, Дахран і Доху. У 1969 році з'явилися рейси в Мюнхен, Стамбул і Тегеран.

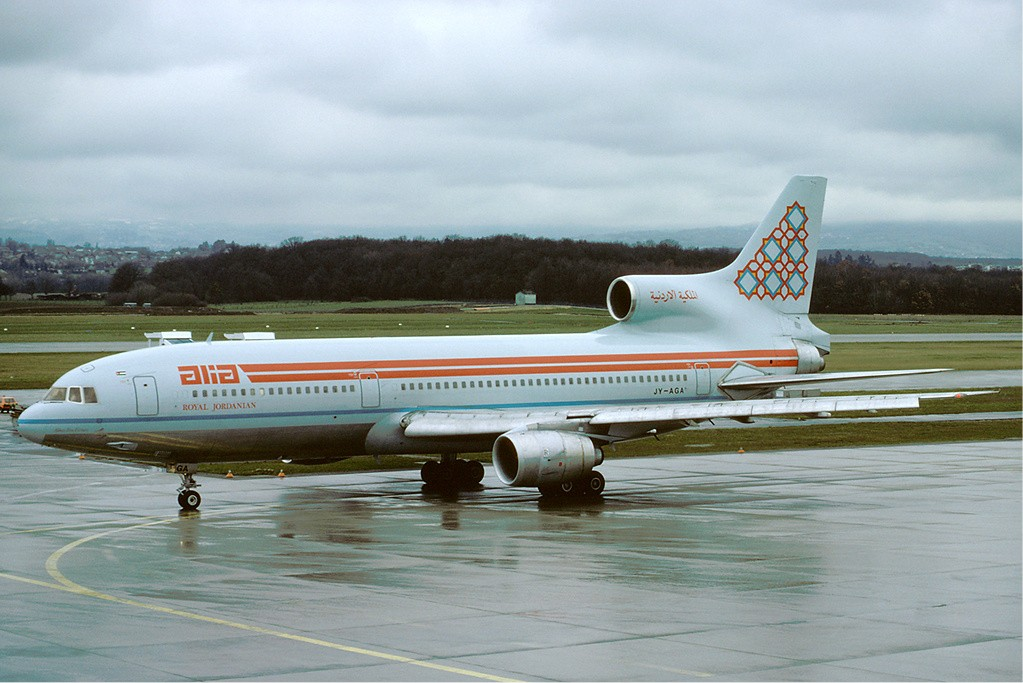
Lockheed L-1011 TriStar авіакомпанії «Алія» у лівреї 1980 року

У 1970 році Алія припинила використання літаків F-27 і замовила реактивні лайнери Boeing 707. Франкфурт і Абу-Дабі були додані в маршрутну мережу. Літаки Boeing 707 були поставлені в 1971 році. У тому ж році були відкриті рейси в Мадрид, Копенгаген і Карачі. У 1970-х роках до флоту були додані Boeing 720/727 і Boeing 747. В аеропорту Аммана був створений харчоблок і відкрито магазин безмитної торгівлі. Пізніше відкрилися нові регулярні маршрути в Бахрейн, Дубай, Маскат, Рабат, Женеву, Амстердам, Багдад, Бангкок, Відень, Ларнака (замінив рейс в Нікосію), Дамаск, Нью-Йорк, Х'юстон і Рас-ель-Хайма. У 1979 році Алія стала членом-засновником технічного консорціуму Арабських авіаліній (Arab Airlines Technical Consortium — AATC).
У 1980-х роках Туніс і Триполі додані мапу маршрутів і було відкрито комп'ютерний центр Алії. Літаки Lockheed L-1011 TriStar, Airbus A310 і Airbus А320 приєдналися до флоту. У 1986 році Алія змінила свою офіційну назву на Royal Jordanian. З'явилися рейси в міста Белград, Чикаго, Лос-Анджелес, Маямі, Бухарест, Сінгапур, Ер-Ріяд, Куала-Лумпур — у співпраці з Malaysia Airlines, Сана, Москва, Монреаль, Делі, Калькутта і Анкара. У це десятиліття була введена система автоматизованих квитків Габріель (Gabriel Automated Ticket System — GATS).

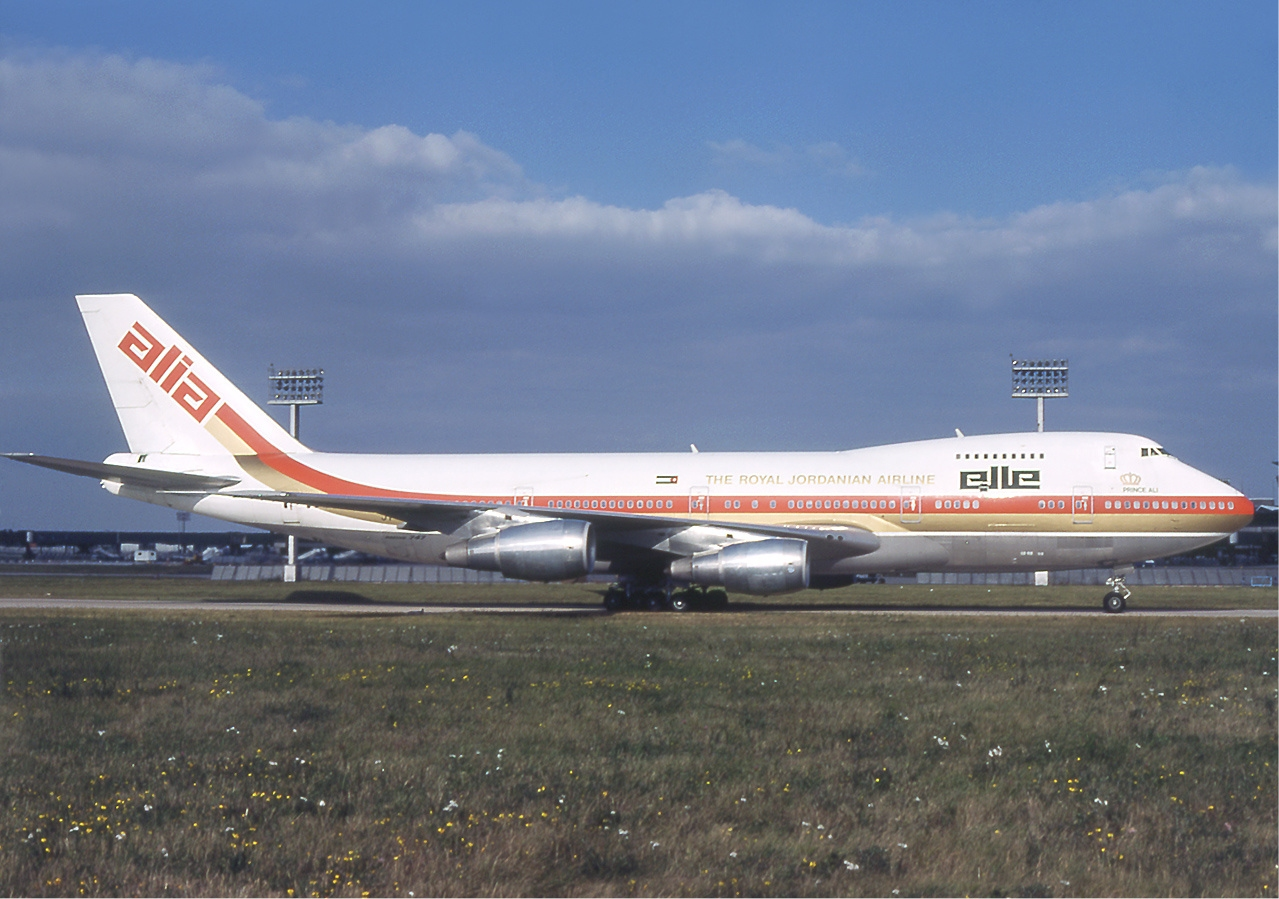
Boeing 747—200 авіакомпанії в 1978 році

У 1990-ті роки авіакомпанія продовжувала розвиватися. Royal Jordanian і дев'ять інших арабських авіаперевізників увійшли міжнародну комп'ютерну систему бронювання Galileo CRS. Був відкритий новий термінал Аммана на 7-му колі столиці і рейс в Рафах, з тих пір зупинені. Міста Торонто, Коломбо, Джакарта, Берлін, Мумбаї, Мілану та Тель-Авів були додані в маршрутну мережу. У листопаді 1997 року Royal Jordanian підписала угоду про «єдиному коді» з американською авіакомпанією Trans World Airlines і зрештою перевела свої рейси в 5-й термінал (TWA Flight Center) Міжнародного аеропорту імені Джона Кеннеді в Нью-Йорку.
10 лютого 1996 року дочірня компанія Royal Wings авіакомпанії Royal Jordanian розпочала свій перший рейс в Акабу, морський порт на березі затоки Акаба, використовуючи Fokker F-27. Royal Wings в даний час використовує літак Airbus A320-212 як планові, так і на чартерні рейси у пункти призначення в Єгипет, Кіпр і Ізраїль.
У 2000 році Федеральне управління цивільної авіації США (FAA) відновило обслуговування авіакомпаній і ліцензій інженерних підрозділів. Магазин безмитної торгівлі був у числі послуг, які будуть приватизовані. Холдингова компанія RJI, повністю належить уряду, була зареєстрована як відкрите акціонерне товариство у лютому 2001 року, щоб вмістити всі авіакомпанії і пов'язані з ними інвестиції. 5 лютого 2001 року назва авіакомпанії було змінено на Alia Royal Jordanian Airlines Company, хоча мандрівники все ще використовують народну назву Royal Jordanian.
На 20 грудня 2006 року в Royal Jordanian оголосили, що замінять два Airbus А321 двома новими літаками і введуть у дію близько чотирьох нових літаків Airbus A319 на початку 2008 року.
У квітні 2007 року Royal Jordanian стала частиною Oneworld, таким чином, стає першою арабською авіакомпанією приєдналася до такого глобального авіаційного альянсу. В наступному місяці авіакомпанія оголосила про замовлення в загальній складності 10-ти Boeing 787 Dreamliner, для обслуговування рейсів в 2010 році. Це перше замовлення Royal Jordanian літаків сімейства Boeing.

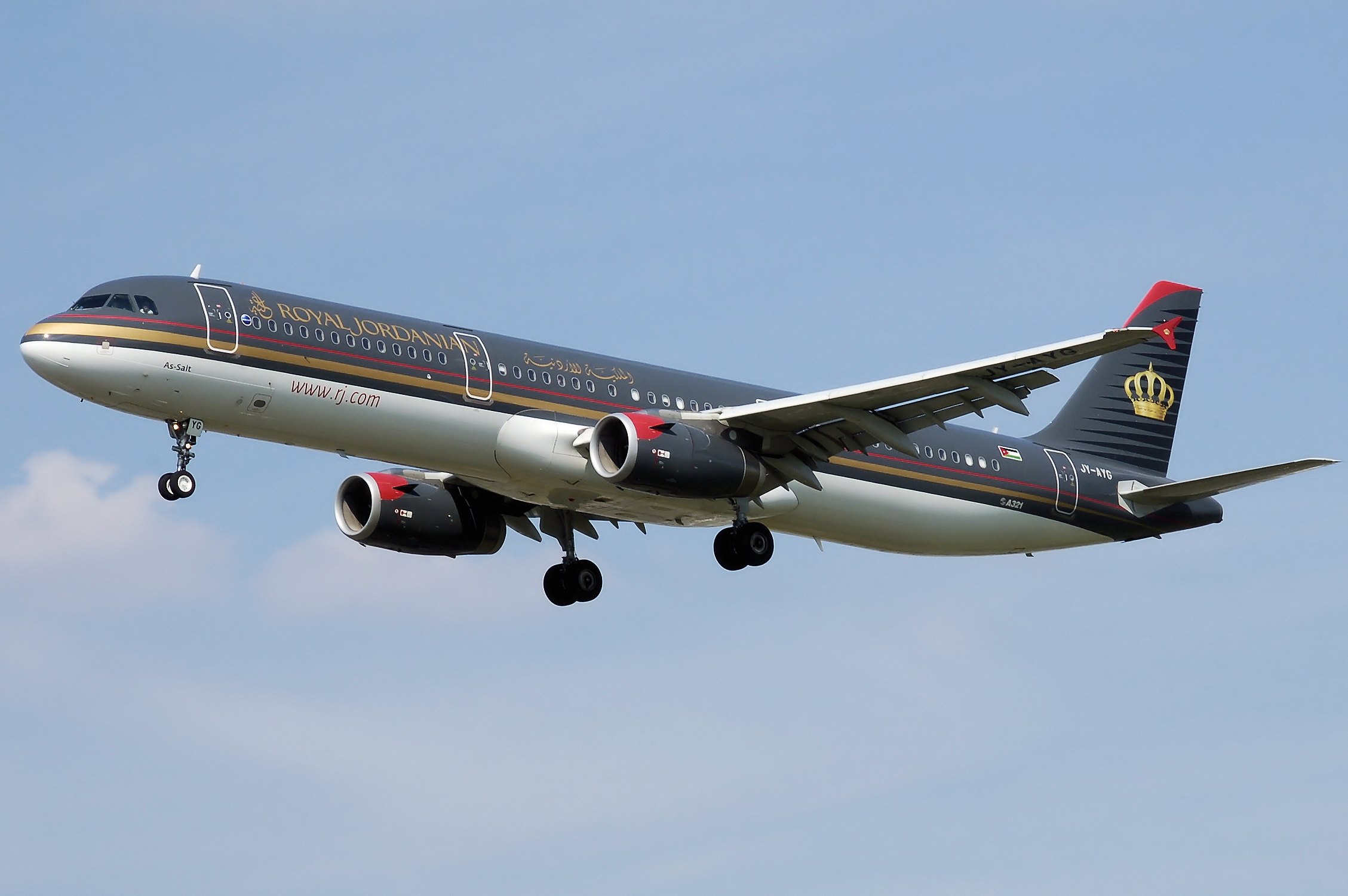
Airbus A321-200

Монреаль приєднався до мережі 25 травня 2007 року, після того, як була скасована в 1997 році. Крім того, протягом травня, Royal Jordanian була спонсором Світового економічного форуму, який відбувся на Мертвому морі, Йорданія.
11 липня 2007 року Royal Jordanian зазначає тридцять років нон-стопа рейсу між Амманом і Нью-Йорком, що робить його самим довгим з усіх арабських авіакомпаній в цьому напрямку. RJ виграв «Airline Strategy Awards» у категорії технології на шостій щорічній премії Strategy Awards 16 липня 2007 року. 23 липня, RJ ввів вантажні рейси, використовуючи Boeing 737, Дамаск є першим пунктом призначення з Аммана.
28 липня Royal Jordanian здійснив свій перший політ у Будапешт, використовуючи Embraer 195. У жовтні, RJ оголосила про перемиканні з двох Embraer 195 jets на свій первинний замовлення на два літака Embraer 175. Royal Jordanian відкрив новий зал в міжнародному аеропорту імені короля Хусейна в Акабі.
RJ була першою авіакомпанією на Близькому Сході, яка надала своїм пасажирам у польоті інтернет OnAir і послуги мобільного зв'язку, включаючи електронну пошту, SMS і голосові виклики. Royal Jordanian надала ці послуги на трьох літаках Airbus A310, оновлення літаків було зроблено на суму понад 10 млн. йорданських динарів (JOD).
Royal Jordanian була приватизована в кінці 2007 року, в результаті чого вийшло 71 % активів, що продаються. Ринкова капіталізація компанії складає 260 мільйонів динарів, а частка торгівлі почалося 17 грудня 2007 року.
24 грудня 2007 року Royal Jordanian підтвердила місто Баку в якості одного з нових напрямків на 2008 рік, використовуючи Embraer 195 з частотою двічі на тиждень з Аммана. Однак, на початку 2008 року чиновники RJ вирішили пригальмувати з новим маршрутом, пославшись на високі ціни на паливо і високі ризики нового ринку. Royal Jordanian планує працювати в напрямку Амман-Баку в кінці 2009 або на початку 2010 року. 22 січня 2008 року RJ почала польоти в Гонконг через Бангкок, з частотою три рейси/тиждень протягом зими, і п'ять рейсів/тиждень протягом літа, що зробила його першою авіакомпанією з маршрутом в Китай.
Airbus A319 був введений в експлуатацію 13 березня 2008 року, що зробила RJ першою авіакомпанією Близького Сходу, використовує три літаки сімейства Airbus A320. 17 серпня 2008 року Royal Jordanian відкрила новий маршрут Київ, використовуючи Embraer 195 з частотою двічі на тиждень. 24 серпня 2008 року Royal Jordanian відкрила новий зал в Міжнародному аеропорту Аммана імені Королеви Аліа, замість «Petra» і «Jerash» кафе. Новий зал розташований на другому поверсі Південного терміналу і є другою за величиною на Близькому Сході, будучи в змозі обслуговувати понад 340 пасажирів.
У липні 2008 року авіакомпанія збільшила на 18 % кількість перевезених пасажирів. Авіакомпанія обслужила 278 тисяч пасажирів, зайнятість сидіння зріс на 5 % в цьому місяці і досягла 81 %. 3 лютого 2009 року, як частина зобов'язання в числі авіаційного альянсу Oneworld, Royal Jordanian зробила анонс на святкування 10-го дня народження альянсу, що новий A319 (у зв'язку з поставкою в кінці березня) буде розфарбований у лівреї Oneworld. Це перша спеціальна колірна схема Royal Jordanian, яка буде використовуватися.
1 квітня 2009 року Royal Jordanian відновила польоти в Брюссель, через шість років після того, як маршрут був припинений в авіакомпанії, польоти з частотою двічі на тиждень з Аммана, надалі планується додати ще два рейси на тиждень у 2009 році.
28 березня 2010 року Royal Jordanian відкрила регулярні прямі рейси в Медину, Саудівська Аравія, з частотою чотири рейси на тиждень. 23 березня Royal Jordanian підтвердила, що вона замовила два A330-200 і один Embraer 175. 2 червня 2010 року Royal Jordanian відновила польоти в Куала-Лумпур столицю Малайзії, вона призупинила цей маршрут в 2004 році. Повітряні судна, використовувані на цьому маршруті, це новий Airbus A330-200.
У травні 2011 року Royal Jordanian оголосила, що вони виведуть на пенсію літаки Airbus A310 в грудні 2011 року та січні 2012 року.
23 липня 2014 року компанія оголосила, що вона припиняє свої польоти до/із Тель-Авіва. Це був перший раз, коли компанія припиняє свої польоти в цьому напрямку.

## Рекламна кампанія
| Слоган                                             | Роки використання   |
| -------------------------------------------------- | ------------------- |
| «From Jordan to the world»                         | 1963 — 1968         |
| «Excellence in air»                                | 1968 — 1974         |
| «Journey in Royalty» and «The way you want to fly» | 1974 — 2005         |
| «Change is in the air»                             | 2006 — 2008         |
| «You're There.»                                    | 2008 — 2010         |
| «The Art of Flying»                                | Кінець 2010 — н.ст. |

## Статистика
Наступна інформація була надана в річному звіті Royal Jordanian 2009 року.
| Рік  | Кілометраж | Рейси  | Льотні години | Пасажири  | Зайнятість сидінь | Співробітники | Прибуток/Збиток      |
| ---- | ---------- | ------ | ------------- | --------- | ----------------- | ------------- | -------------------- |
| 2002 | 37 767 709 | 17 096 | 55 970        | 1 339 779 | 66 %              | 3008          | -3 044 000 JOD       |
| 2003 | 36 933 462 | 16 202 | 54 972        | 1 404 588 | 68 %              | 3162          | -9 753 000 JOD       |
| 2004 | 44 557 377 | 19 148 | 66 004        | 1 736 637 | 71 %              | 3313          | +15 327 000 JOD      |
| 2005 | 45 557 377 | 20 777 | 68 883        | 1 821 329 | 69 %              | 3557          | +20 516 000 JOD      |
| 2006 | 52 274 917 | 25 661 | 77 374        | 2 004 559 | 66 %              | 3799          | +6 135 000 JOD       |
| 2007 | 56 055 803 | 30 244 | 88 378        | 2 288 000 | 71 %              | 4275          | +24 111 000 JOD      |
| 2008 | 64 058 379 | 34 285 | 101 381       | 2 701 000 | 72 %              | 4507          | -23 400 000 JOD      |
| 2009 | 66 017 391 | 35 715 | 105 579       | 2 668 590 | 68 %              | 4399          | +28 614 000 JOD      |
| 2010 | TBA        | 39 000 | 112 969       | 3 000 000 | 71 %              | TBA           | Profit 9 600 000 JOD |

- Кілометраж 2009: 66 017 391 (▲ 2,48 %)
- Кількість рейсів 2009: 35 715 (▲ 1,430)
- Льотні години 2009: 105 579 (▲ 3,98 %)
- Число пасажирів 2009: 2 668 590 (▼ 1,20 %)
- Зайнятість сидіння 2009: 68 %. (▼ 4 %)
- Число співробітників 2009: 4399 (▼ 108)

## Код-шерінгові угоди
Royal Jordanian має угоди про «єдиному коді» з такими авіакомпаніями:
| - American Airlines (Oneworld) - British Airways (Oneworld) | - Gulf Air - Iberia (Oneworld) | - Malaysia Airlines (Oneworld) - Meridiana | - S7 Airlines (Oneworld) - SriLankan Airlines | - Syrian Air - TAROM (SkyTeam) |

## Маршрутна мережа

Маршрутна карта авіакомпанії.
Йорданія
Пункти призначення Royal Jordanian

Рейси «Royal Jordanian» обслуговують міста на чотирьох континентах, мережа компанії особливо розвинена на Близькому Сході. Маршрутна мережа авіакомпанії включає в себе близько 60 напрямків у 40 країнах.
Список пунктів призначення «Royal Jordanian»:

## Флот

### Сьогоднішній парк

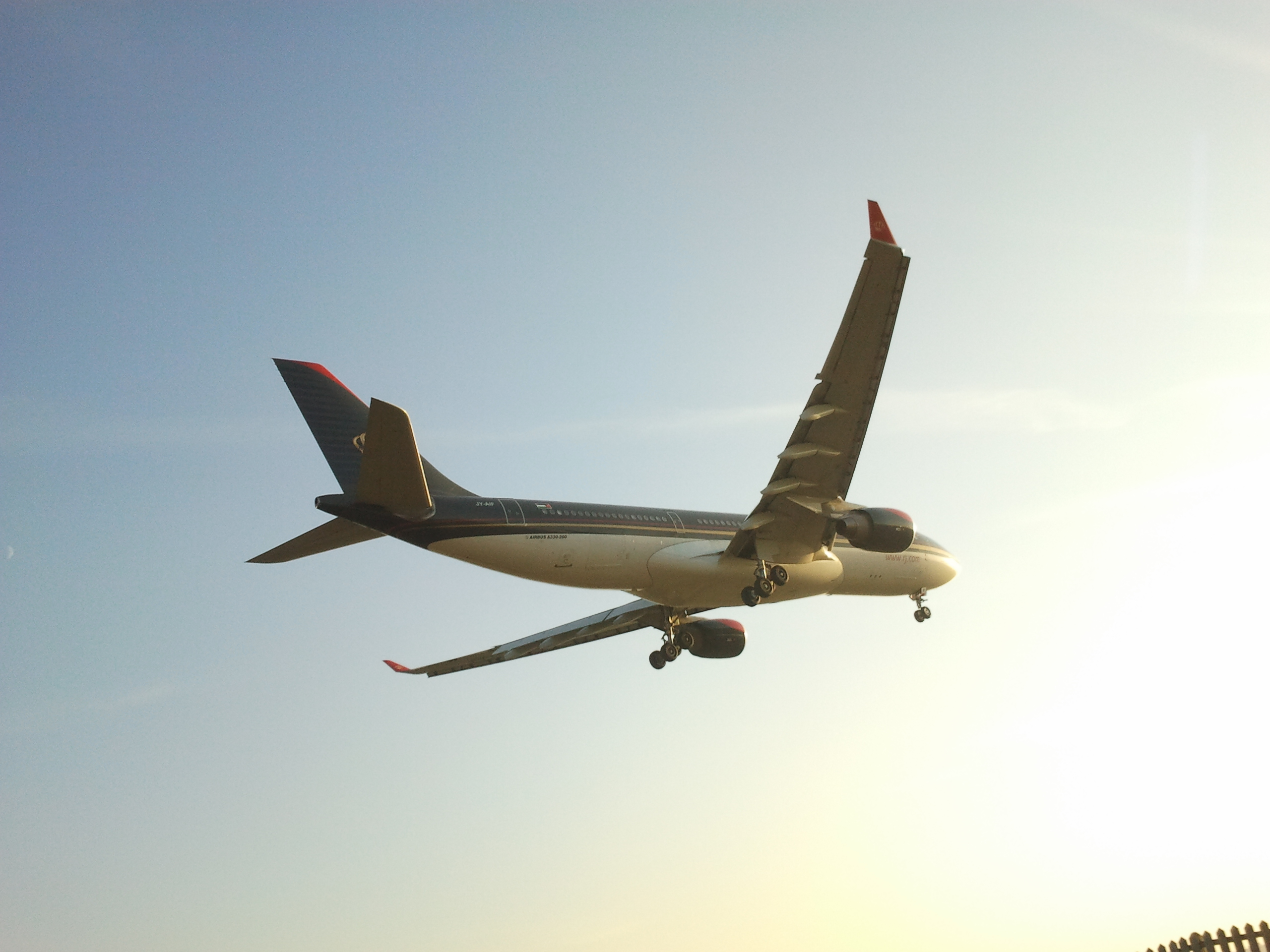
Royal Jordanian A330-200 залишає Монреаль

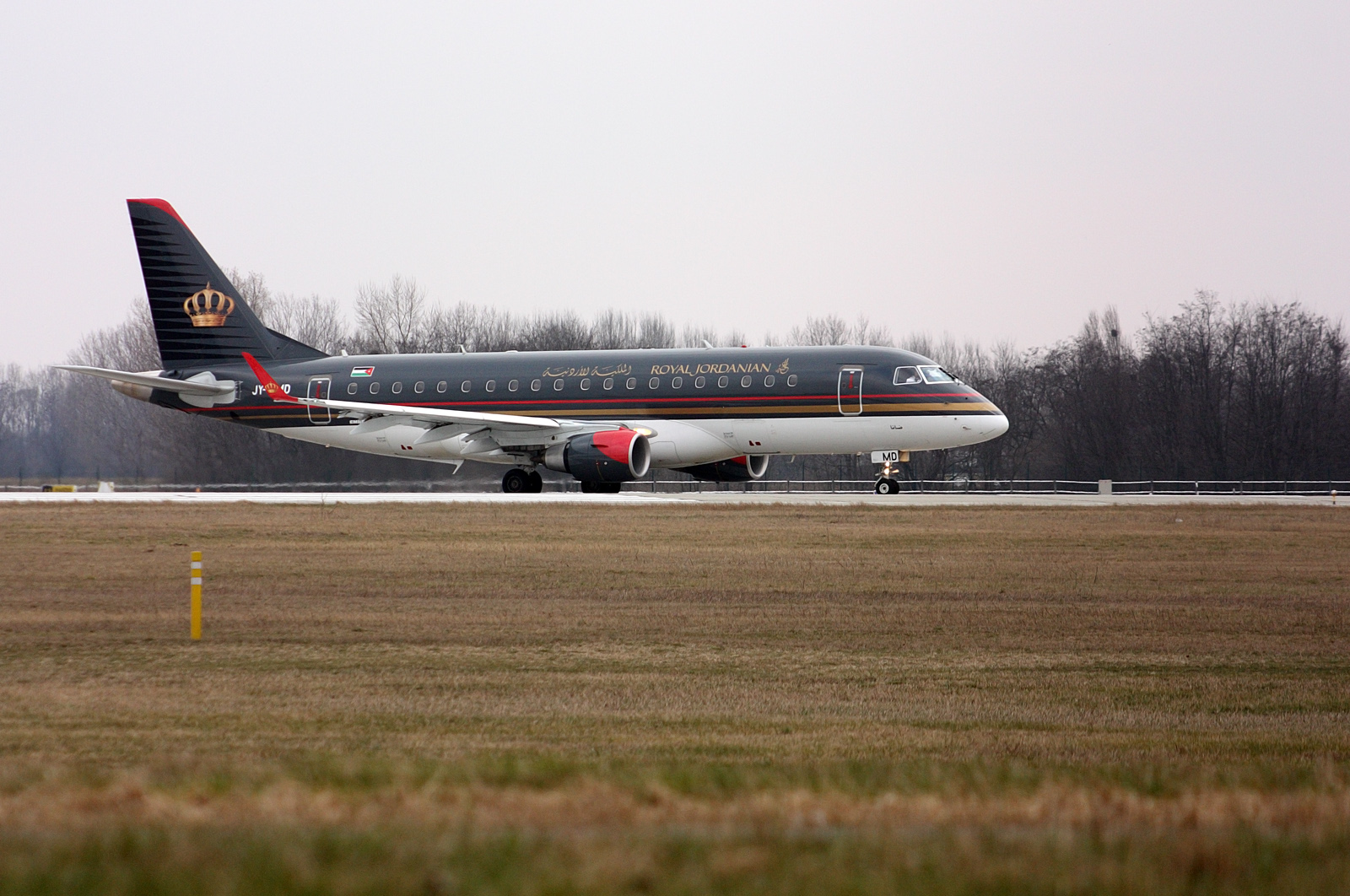
Літак Embraer авіакомпанії Royal Jordanian landing, Березень 2009 р.

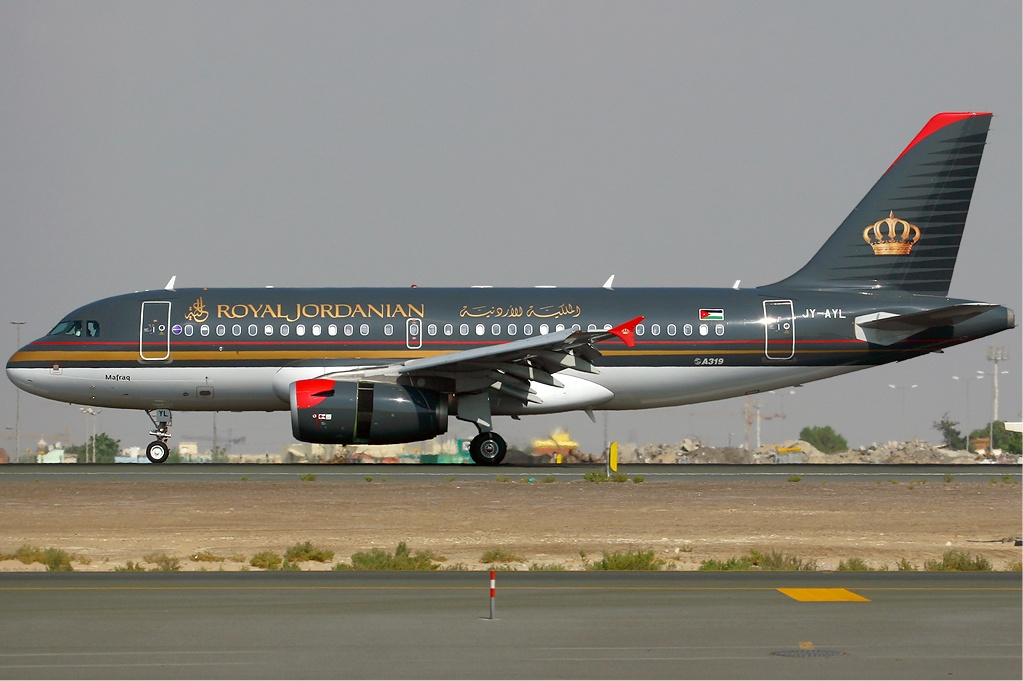
Літак Airbus A319 авіакомпанії Royal Jordanian, Листопад 2008 р.

Флот авіакомпанії складається з таких літаків.
- Станом на листопад 2015 року, середній вік флоту Royal Jordanian — 6,6 років[15].

### Плани на майбутнє флоту
Royal Jordanian має намір мати флот з 38 літаків до 2017 року — з 11 Boeing 787, 4 Airbus А319, 8 Airbus А320, 6 Airbus А321 і 9 Embraer E-Jets.

### Вантажний флот
Royal Jordanian Cargo (Royal Jordanian Airlines Cargo) є вантажним підрозділом компанії, що працює в Африці, Європі, Північній Америці та Близькому Сході. Авіакомпанія також пропонує послуги по всьому світу за допомогою чартерних вантажних рейсів. Royal Jordanian виконує вантажні рейси в Афіни, Багдад, Каїр, Дамаск, Хартум, Кувейт, Ларнаку, Лондон, Маастрихт, Ер-Ріяд і Тель-Авів.

### Колишній флот
Royal Jordanian також працювала з такими літаками: